# Estágio único para órbita

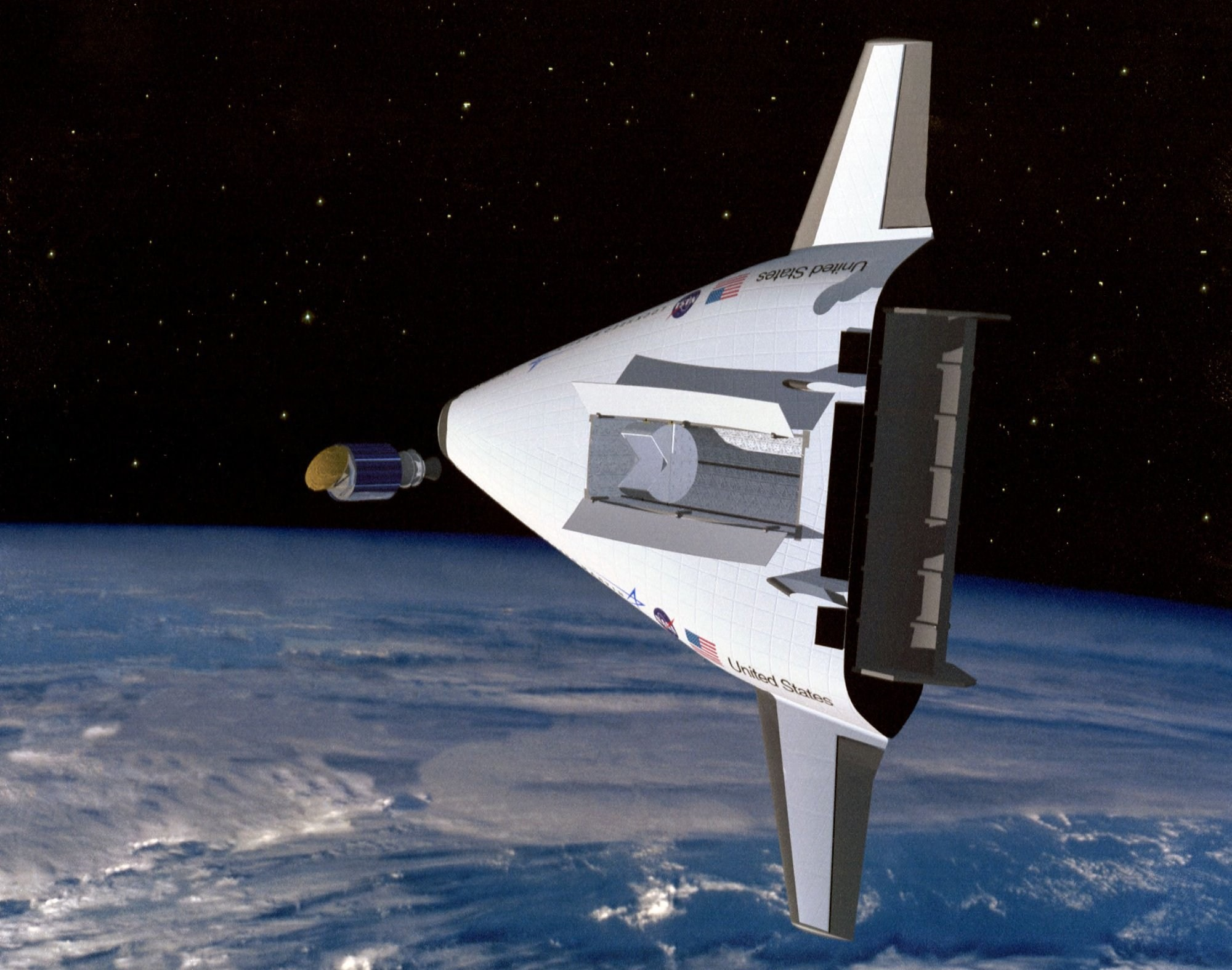
O VentureStar foi uma proposta para um avião do tipo EUPO.

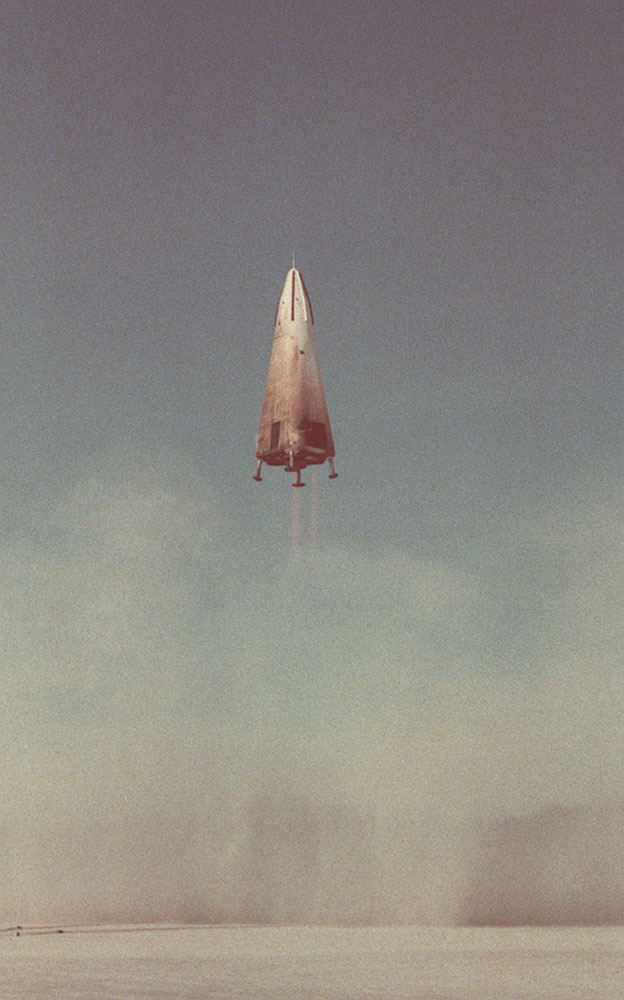
DC-X

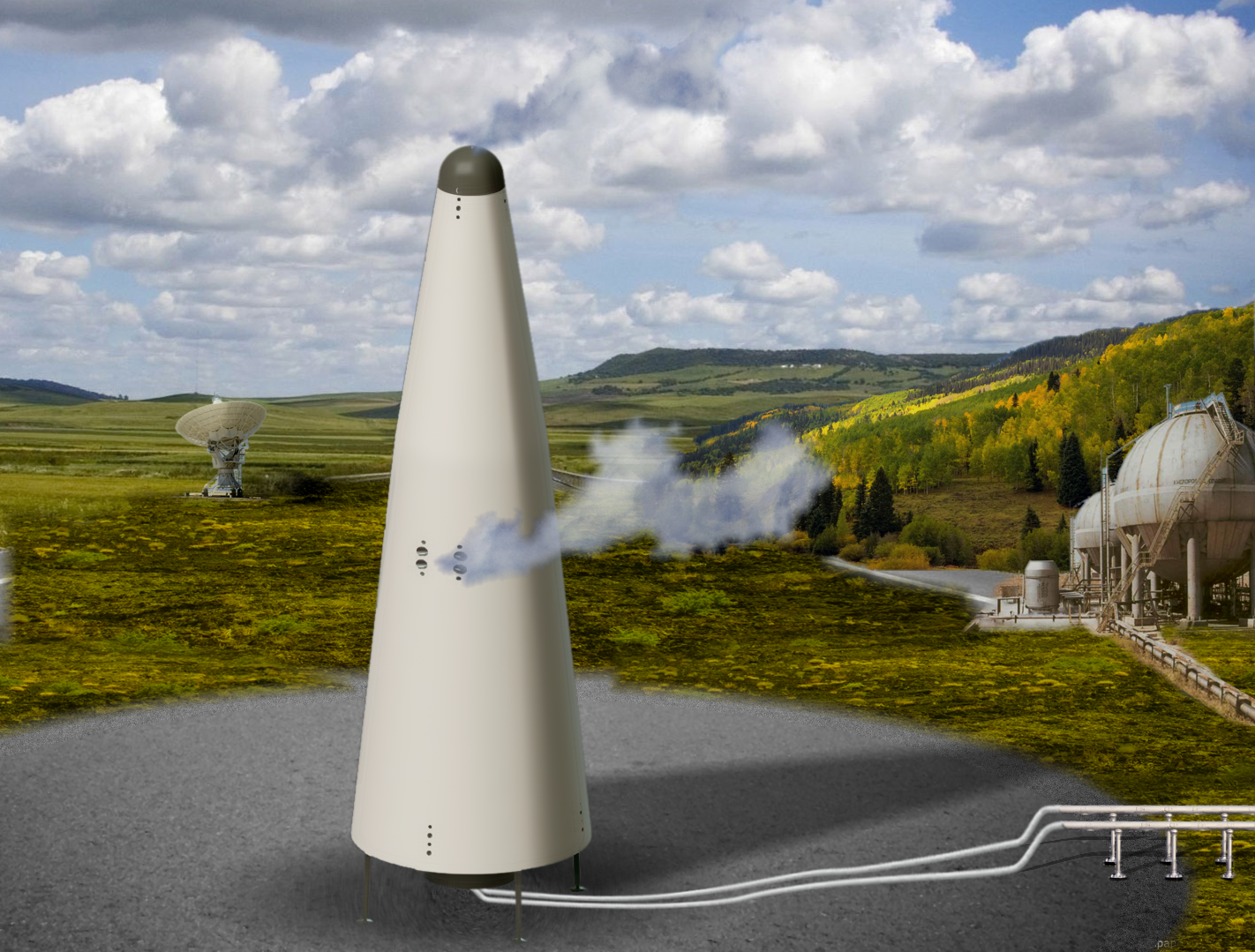
КОРОНА

Um veículo do tipo estágio único para órbita (EUPO) (em inglês:  Single-stage-to-orbit ou SSTO), alcança a Órbita a partir da superfície de um outro corpo, sem descartar nenhuma de suas partes, gastando apenas combustíveis e outros fluidos para tal. O termo, normalmente (mas não exclusivamente), se refere a veículos reutilizáveis.
Nenhum veículo do tipo EUPO para ser lançado da superfície da Terra foi construido até o momento (novembro de 2012). Até hoje, lançamentos orbitais, tem sido feitos usando veículos multi estágios, ou no máximo veículos parcialmente reutilizáveis, como o Ônibus espacial. Vários veículos de pesquisa tem sido projetados e total ou parcialmente construído, incluindo: o Skylon, o DC-X, o X-33 e
o Roton EUPO. No entanto, apesar de promissores, nenhum deles chegou perto de conseguir orbitar, devido a falta de um sistema de
propulsão mais eficiente.
A concepção estágio único para órbita, foi realizada algumas vezes, porém, a partir da Lua, tanto no projeto Apollo, mais específicamente
pelo Módulo Lunar, quanto por várias sondas Soviéticas do programa Luna. A baixa gravidade e a
ausência de atmosfera, tornaram a tarefa bem mais fácil partindo da Lua, do que é quando partindo da Terra.